# 松文館裁判
松文館裁判（しょうぶんかんさいばん）とは、松文館から発行された成人向け漫画のわいせつ性をめぐる裁判である。
2002年に松文館から発行された成人向け漫画がわいせつ物にあたるとして、同社の社長貴志元則、編集局長及び著者である漫画家のビューティ・ヘアが逮捕された。
原審　東京地方裁判所刑事第2部　平成14年刑（わ）第3618号、控訴審 東京高等裁判所第6刑事部　平成16年（う）第458号。上告審　最高裁判所（第一小法廷）平成17年（あ）1508号。
控訴審では漫画家のちばてつやが証言をしている。
衆議院議員平沢勝栄の元にこの作品を問題視する投書があったことが発端。

## 経緯
2002年8月、衆議院議員平沢勝栄（自由民主党）の元に、支援者の男性から「高校生の息子が成人向け漫画を読んでいる、なんとかして欲しい」といった内容の投書が届いた。警察OBである平沢は、その手紙に自身の添え状を付けて警察庁に転送した。
これをもとに当局が捜査を行った結果、同年10月、同社から発行されていた成人向け漫画の単行本「蜜室」に対して、刑法第175条（わいせつ物頒布等）に抵触するわいせつ物であるとし、著者の漫画家、松文館の社長、編集局長を逮捕した。なお、著者と編集局長については、逮捕直後に略式裁判により、それぞれ罰金50万円が確定している。
成年誌「姫盗人」のうち、「蜜室」だけが取り上げられて起訴された理由として、検察側は裁判の中で「絵が上手すぎるから」と説明した。また、この漫画では生殖器を作画した部分には、範囲の40%に当たる面積を黒く隠蔽する「網掛け」が自主規制として行われており、これは成人向け漫画のなかで一般的な水準、ないしは厳しい方だった。これらの事から考えて、「蜜室」が他の作品と比べてことさらに違法性があったわけではなく、見せしめとして摘発されたと考えられる。
なお、一審の判決で中谷雄二郎裁判長は「市場に出回っている多くの成人向け雑誌は、摘発していないだけで本来違法である」と明言しており、その上で「40%の網掛け修正は小さすぎるため違法」と述べている。
なお、取調べの際に検察官が「争うなら社員を全員逮捕するぞ」「文句を言うなら釈放を取り消すぞ」と脅したり、警察が「認めなければ社員や家族を全員逮捕して、マークして何度でも逮捕してやるぞ」と脅すなど、人権を無視した違法な捜査が行われていたとの証言が存在する。

## 裁判内容
第一審
2004年1月、東京地方裁判所刑事第2部中谷雄二郎裁判長は「被告人は、当公判廷において、本件漫画本を頒布したことは認めながらも、そのわいせつ性について争うばかりか、本件漫画の描写がリアルかどうかなどは専門家でない警察官や検察官には分からないなどと広言して、自己の行為が社会に与えた悪影響について反省する態度は全くみられない」として、わいせつ図画頒布の初犯としては異例の懲役1年・執行猶予3年の判決を下した。被告人側は即日控訴した。なお、判決文読み上げ中に不当判決を叫ぶ傍聴者が、退廷を命じられる一幕もあった。
控訴審
控訴審では一転、2005年6月に 東京高等裁判所第6刑事部田尾健二郎裁判長の判決文には、「検察官の取調べにおいては、本件漫画本がわいせつ物に当たることを認め、本件犯行について謝罪の気持ちを有していたという事情もある」「漫画のわいせつ性は実写に比べて相当の開きがあり懲役刑は重過ぎる」として一審判決を破棄、罰金150万円の判決を下した。
最高裁
被告人側はあくまで無罪を主張し上告したが、2007年6月14日に、最高裁判所第一小法廷（才口千晴裁判長）は、二審判決の漫画もわいせつ物に当たるという判断を支持。また、チャタレー事件の最高裁判決等を判例として、憲法における表現の自由の侵犯には当たらないと判断、上告棄却を決定。これにより、二審判決が確定した。

## 影響
実際に、初版のコミックスの修正を確認すると、かなり薄いカケアミのトーンが局部部分に貼られているだけで、ほぼ全ての作画（性器）が見える状態であり、局部修正としては半ば意味をなさないものと言える状態であった。
裁判後、局部の修正の強化が各社でなされ、モザイク修正・黒ベタ修正・ホワイト修正などが施され、局部が一部または全部が見えない状態が一般的となった。

## 論評
ばるぼらによれば、問題の作品は一般の成年コミックと比べて特段過激な性描写がある作品ではなかった。日本マンガ学会会員で評論家の呉智英は、東京地裁判決を受け、性表現のある他の映像作品などを差し置いてこの一件が検挙されたことについて「不公平感」があるとし、「見せしめ効果を狙ったものではないか」と述べた。